# Seznam predsednikov vlade Španije

Seznam predsednikov vlade Španije navaja nosilce funkcije predsednika vlade Kraljevine Španije od leta 1975.

## Seznam
| #   | Portret                           | Ime                               | Mandat     | Monarh                            |
| --- | --------------------------------- | --------------------------------- | ---------- | --------------------------------- |
| 1.  |                                   | Carlos Arias Navarro              | 1975-1976  | kralj Juan Carlos I (1975 – 2014) |
| (-) | Fernando de Santiago y Diaz v. d. | Fernando de Santiago y Diaz v. d. | 1976       | kralj Juan Carlos I (1975 – 2014) |
| 2.  |                                   | Adolfo Suarez                     | 1976-1981  | kralj Juan Carlos I (1975 – 2014) |
| 3.  |                                   | Leopoldo Calvo-Sotelo             | 1981-1982  | kralj Juan Carlos I (1975 – 2014) |
| 4   |                                   | Felipe Gonzalez                   | 1982-1996  | kralj Juan Carlos I (1975 – 2014) |
| 5   |                                   | José Maria Aznar                  | 1996-2004  | kralj Juan Carlos I (1975 – 2014) |
| 6   |                                   | José Luis Rodriguez Zapatero      | 2004-2011  | kralj Juan Carlos I (1975 – 2014) |
| 7   |                                   | Mariano Rahoj                     | 2011-2018  | kralj Juan Carlos I (1975 – 2014) |
| 7   | kralj Filip VI (2014 – danes)     | Mariano Rahoj                     | 2011-2018  |                                   |
| 8   |                                   | Pedro Sánchez                     | 2018-danes |                                   |